# Tossal de Suró
El Tossal de Suró és una muntanya de 828 metres que es troba entre els municipis de Montoliu de Segarra i de Talavera, a la comarca catalana de la Segarra.
Al cim podem trobar-hi un vèrtex geodèsic (referència 268117001).
Aquest cim esta inclòs al llistat dels 100 cims de la FEEC